# باد برلهبورغ
باد برلبورغ (بالألمانية: Bad Berleburg) هي بلدة ألمانية تقع في ألمانيا في Siegen-Wittgenstein. يقدر عدد سكانها بـ 20,040 نسمة .

## معرض صور

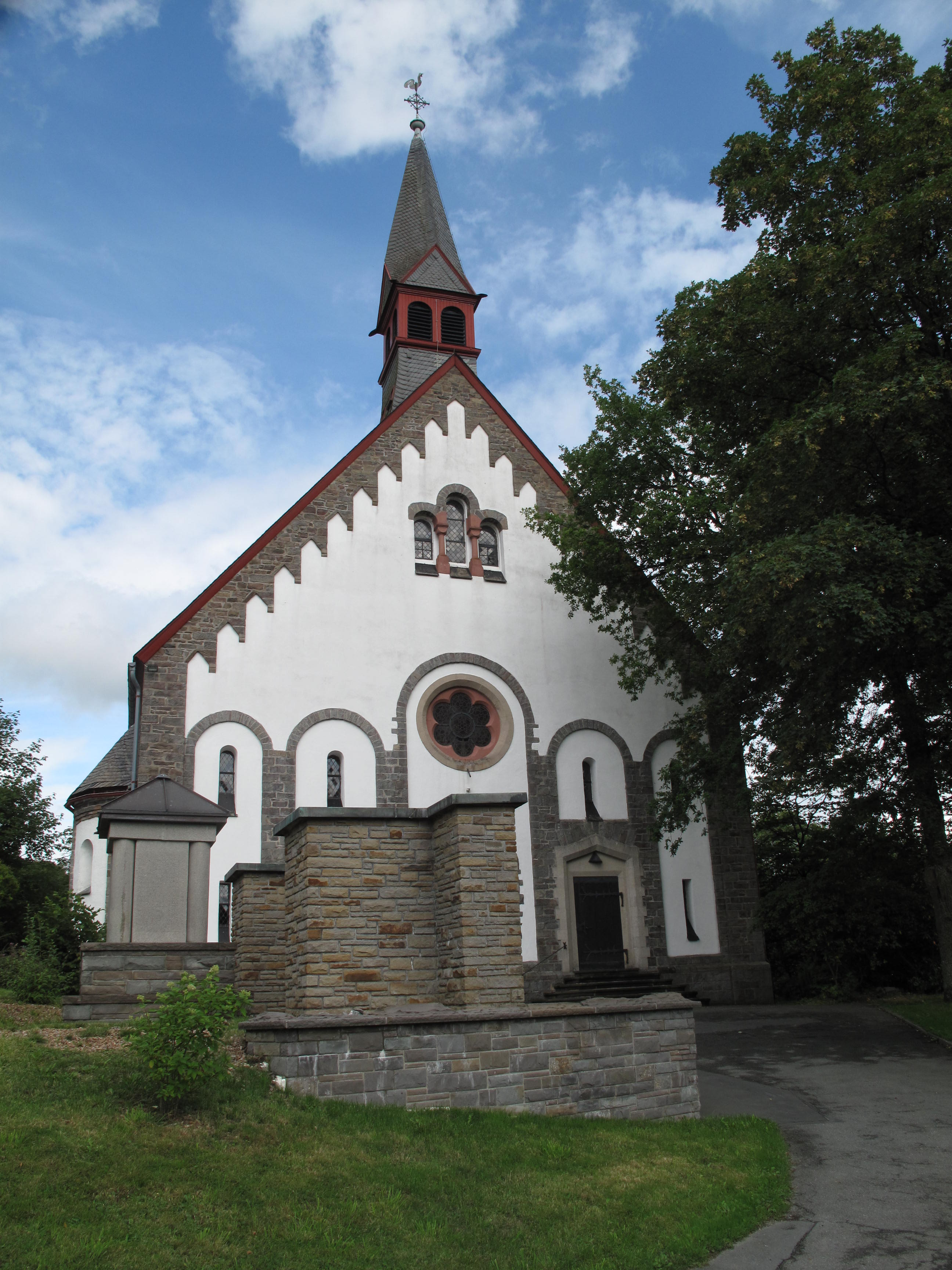
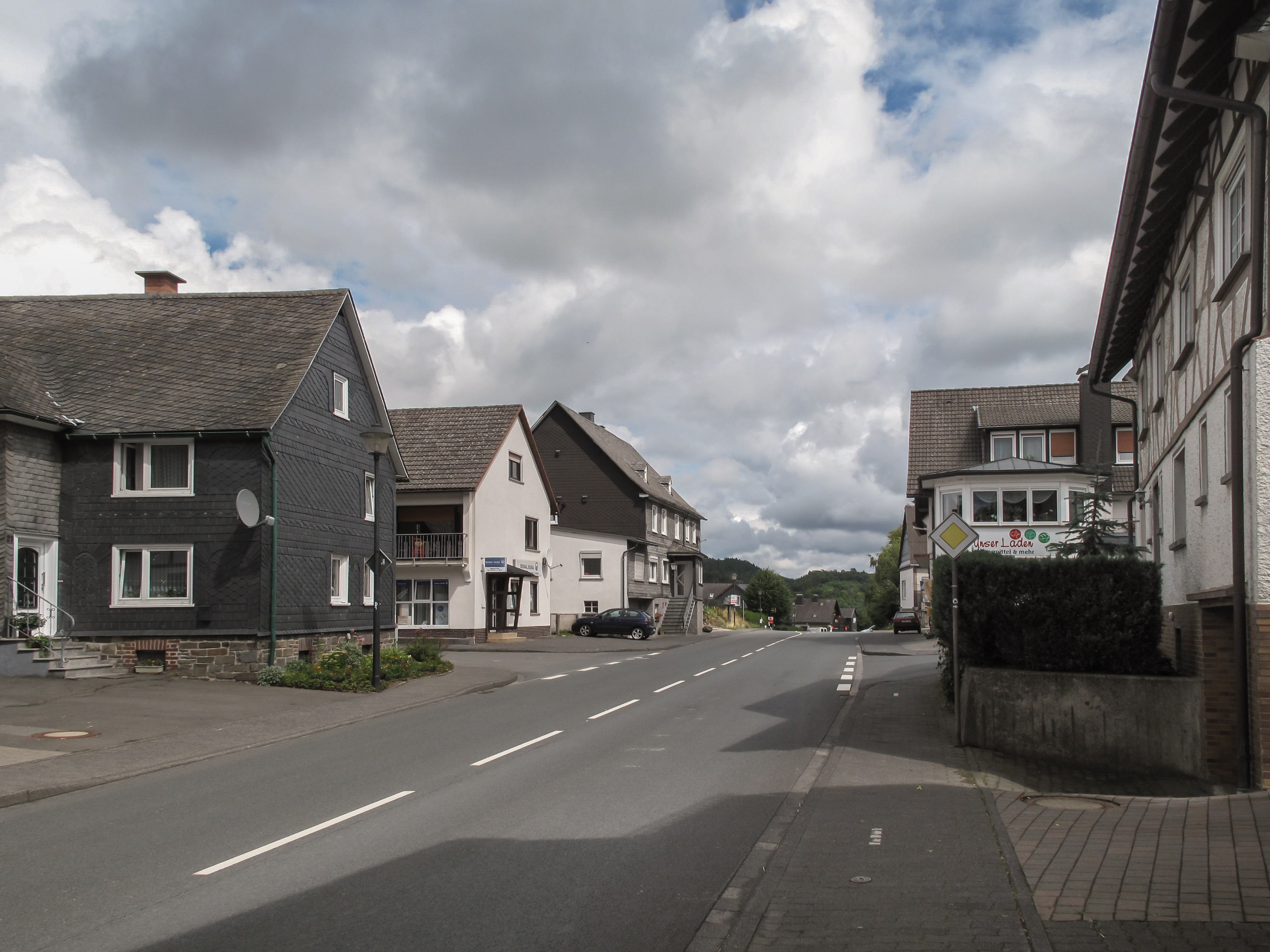
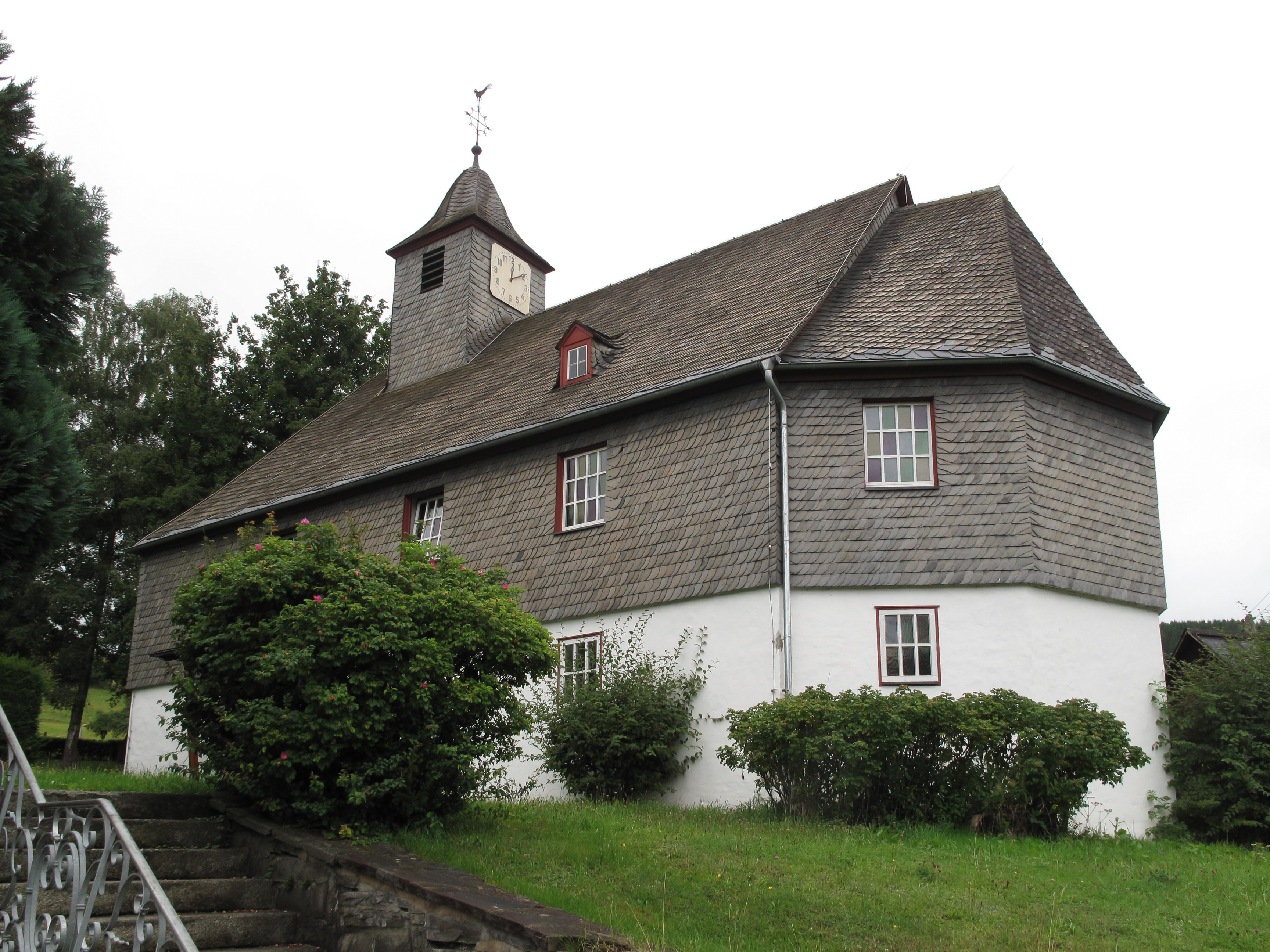
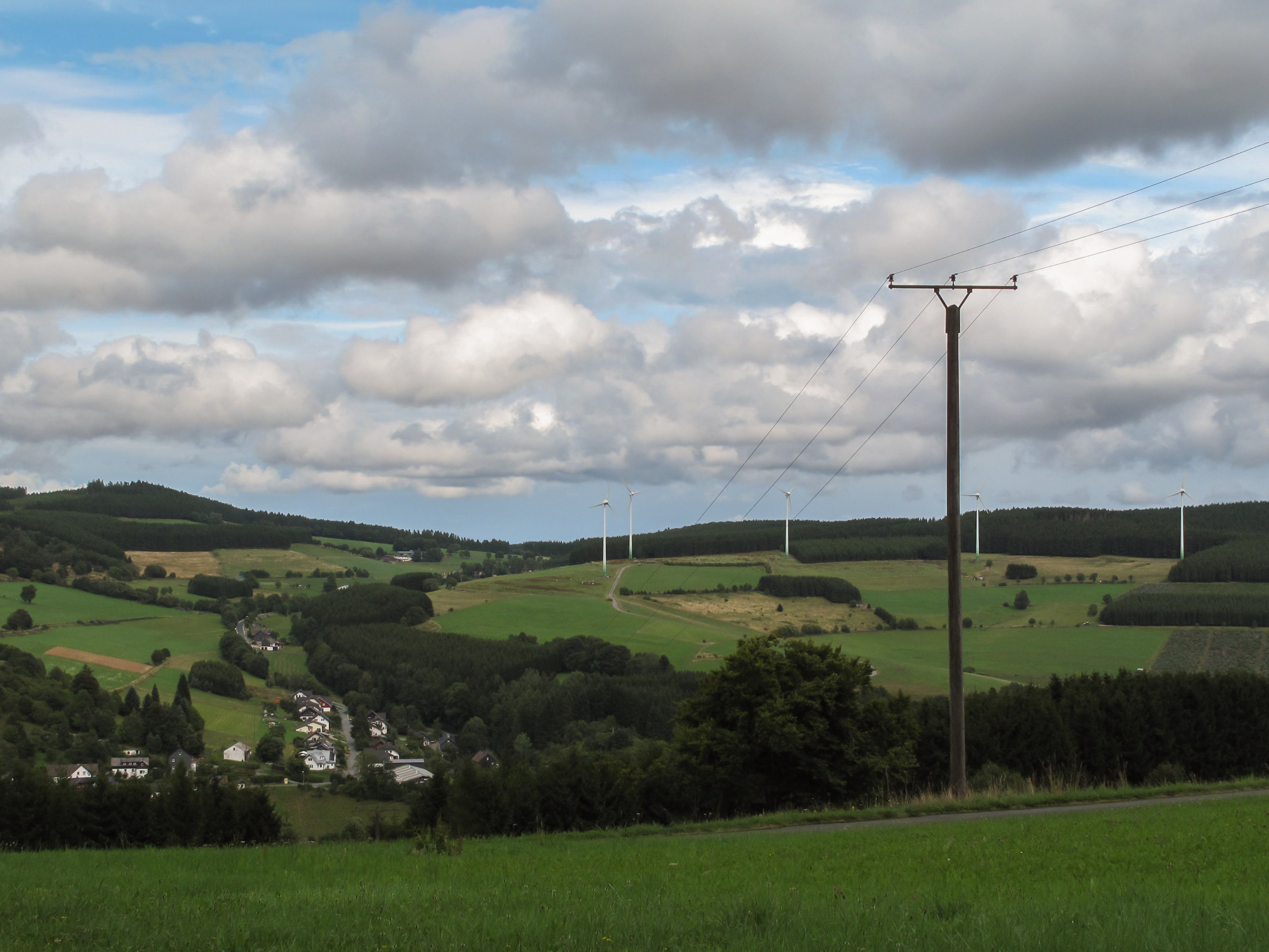
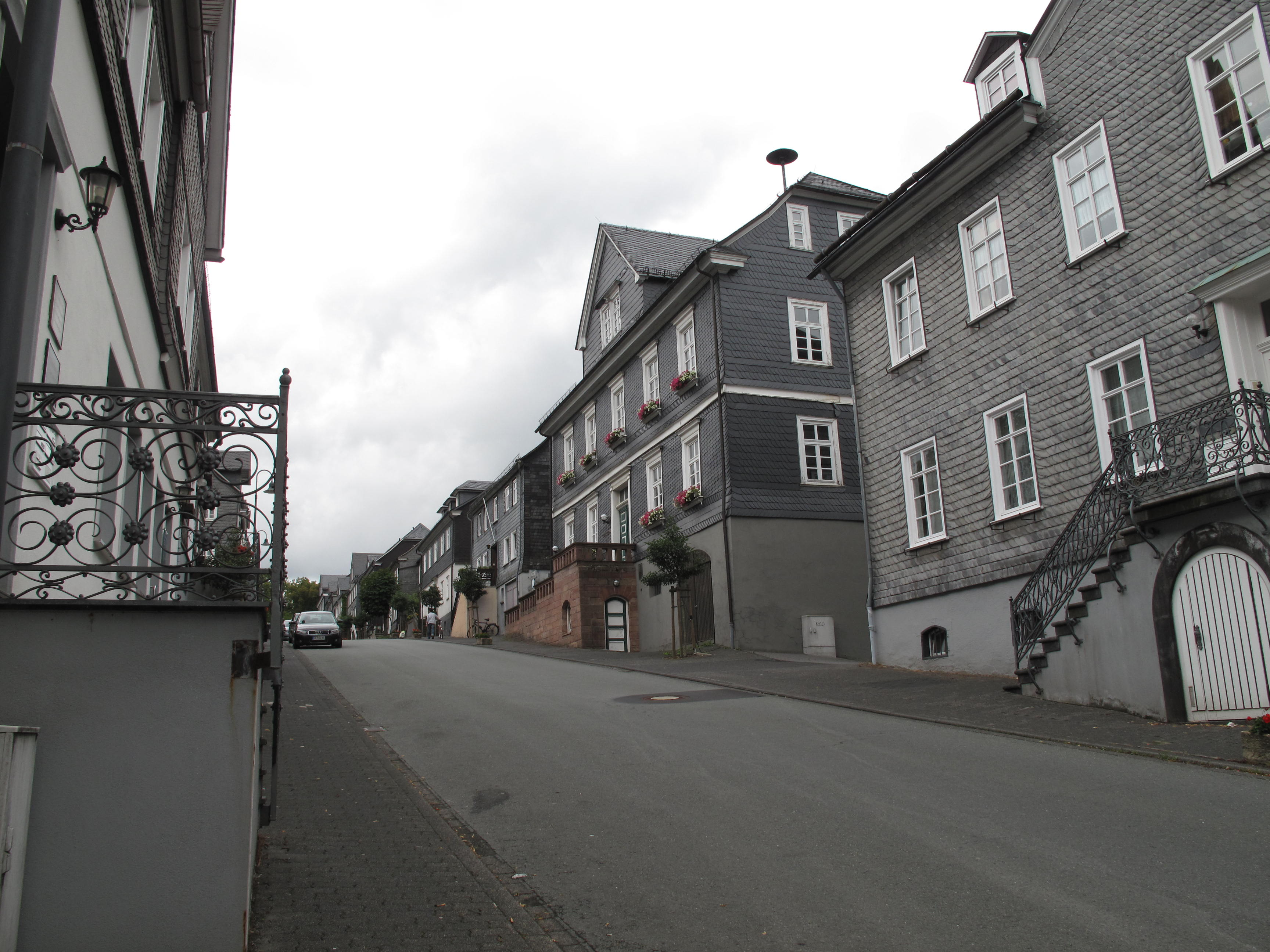
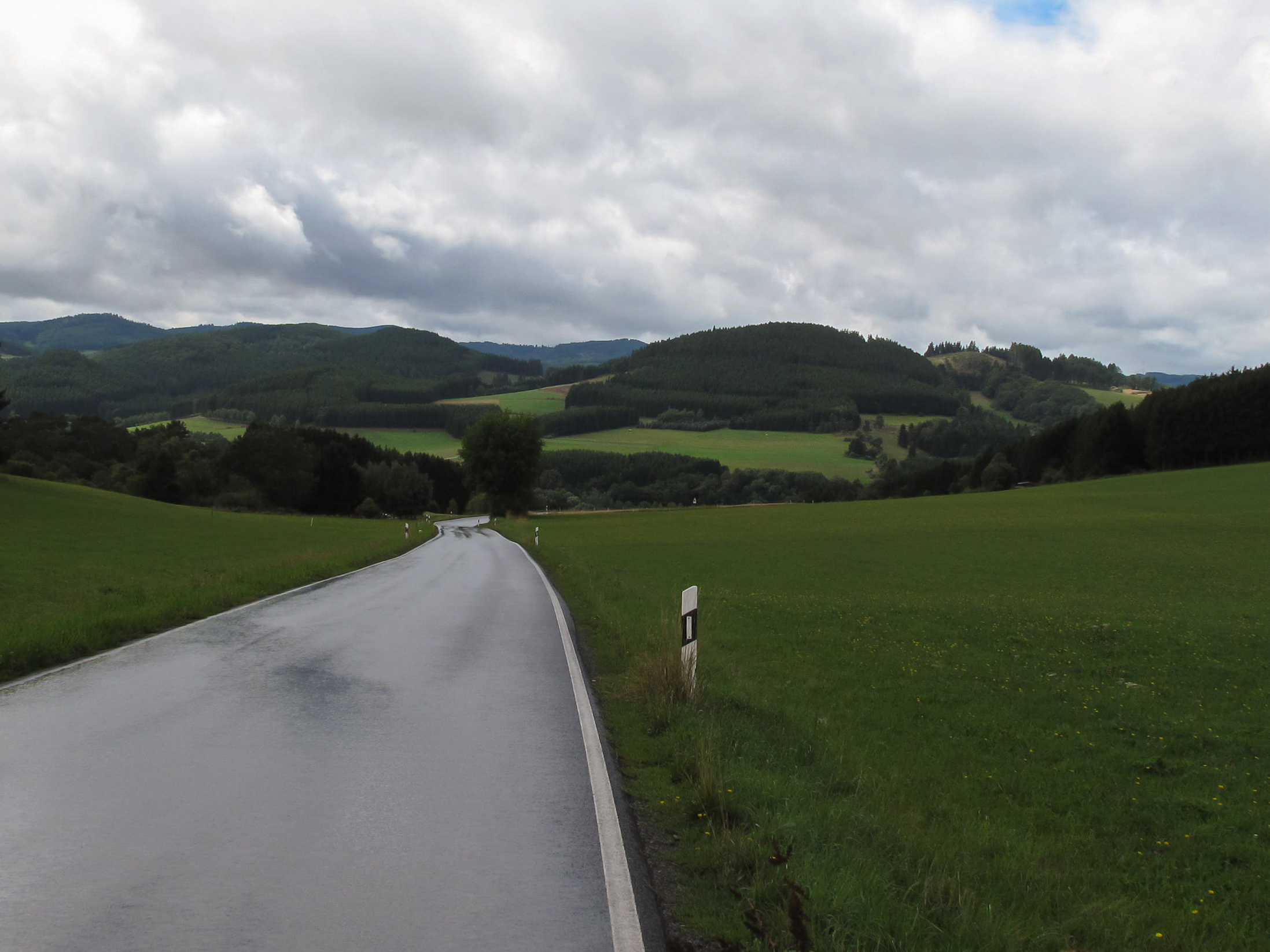